# I Got Dem Ol' Kozmic Blues Again Mama!
I Got Dem Ol' Kozmic Blues Again Mama! este un album de studio al lui Janis Joplin lansat în 1969. A fost primul album pe care Joplin l-a înregistrat solo după despărțirea de Big Brother and The Holding Company. LP-ul a apărut pe 11 septembrie 1969 iar la două luni de la lansare a primit Discul de Aur. Reeditarea pe CD a albumului include trei melodii suplimentare: "Dear Landlord", "Summertime" și "Piece of My Heart". 

## Tracklist
1. "Try (Just a Little Bit Harder)" ( Jerry Ragovoy, Chip Taylor ) (3:57)
2. "Maybe" ( Richard Barrett ) (3:41)
3. "One Good Man" ( Janis Joplin ) (4:12)
4. "As Good as You've Been to This World" ( Nick Gravenites ) (5:27)
5. "To Love Somebody" ( Barry Gibb, Robin Gibb ) (5:14)
6. "Kozmic Blues" ( Janis Joplin , Gabriel Mekler ) (4:24)
7. "Little Girl Blue" ( Lorenz Hart, Richard Rodgers ) (3:51)
8. "Work Me Lord" ( Nick Gravenites ) (6:45)

## Single-uri
- "Try (Just a Little Bit Harder)" (1969)
- "Maybe" (1969)